# Rada Ubezpieczeń Społecznych
Rada Ubezpieczeń Społecznych – organ doradczy  i opiniodawczy Ministra Pracy i Opieki Społecznej, powołany w celu udzielania wsparcia w sprawach z zakresu ubezpieczeń społecznych.

## Powołanie Rady
Na podstawie rozporządzenia Ministra Pracy i Opieki Społecznej z 1925 r. wydane w porozumieniu z Ministrami: Skarbu, Przemysłu i Handlu, Rolnictwa i Dóbr Państwowych i Robót Publicznych o radzie ubezpieczeń społecznych ustanowiono Radę, które znowelizowano w 1926 r. Kolejnym rozporządzeniem Ministra Pracy i Opieki Społecznej z 1931 r. poszerzono uprawnienia Rady.

## Zakres działania Rady
Do zakresu działania Rady należało:
- wydawanie opinii o przekazanych jej do rozpatrzenia przez Ministra Pracy i Opieki Społecznej ustaw i rozporządzeń,
- wydawanie opinii o przekazanych jej do rozpatrzenia przez Ministra Pracy i Opieki Społecznej projektach jego zarządzeń administracyjnych, posiadających charakter ogólny i dotyczących całego Państwa lub znacznej jego części,
- opiniowanie o wszelkich innych sprawach w zakresie ubezpieczeń społecznych, poleconych Radzie przez ustawy lub rozporządzenia względnie przekazanych jej przez o przekazanych jej przez Ministra Pracy i Opieki Społecznej.

## Skład Rady
Rada Ubezpieczeń Społecznych składa się z 40 członków, mianowanych na przeciąg 3 lat przez o przekazanych jej do rozpatrzenia przez Ministra Pracy i Opieki Społecznej, w tym:
- 12 przedstawicieli robotników i pracowników umysłowych, powołanych z  list kandydatów, przedstawionych przez ogólnokrajowe zrzeszenie pracowników związków zawodowych,
- 12 przedstawicieli pracodawców, powołanych z list przedstawionych przez izby przemysłowo-handlowe i rolnicze oraz organizacje pracodawców,
- 16 powołanych według uznania Ministra Pracy i Opieki Społecznej spośród osób, które wykazywały się pracą teoretyczną lub praktyczną na polu ubezpieczeń społecznych.

## Sposoby obradowania Rady
Rada obradowała w pełnym składzie lub w zespołach (kompletach). Zespoły składały się z co najmniej 10 członków, z zachowaniem równego przedstawicielstwa pracowników i pracodawców.
Posiedzeniu rady i zespołów przewodniczył Minister Pracy i Opieki Społecznej lub w jego zastępstwie wyznaczony przez niego urzędnik Ministerstwa Pracy i Opieki Społecznej.

## Dodatkowy udział w Radzie
W posiedzeniach Rady i zespołów brali udział:
- delegaci Ministerstwa Skarbu, Ministerstwa Przemysłu i Handlu, Ministerstwa Rolnictwa i Ministerstwa Robót Publicznych, wyznaczeni przez właściwych ministrów,
- rzeczoznawcy do zagadnień specjalnych w przypadku  powołanie ich przez Radę, zespół lub Ministra Pracy i Opieki Społecznej.